# Антибульбашка

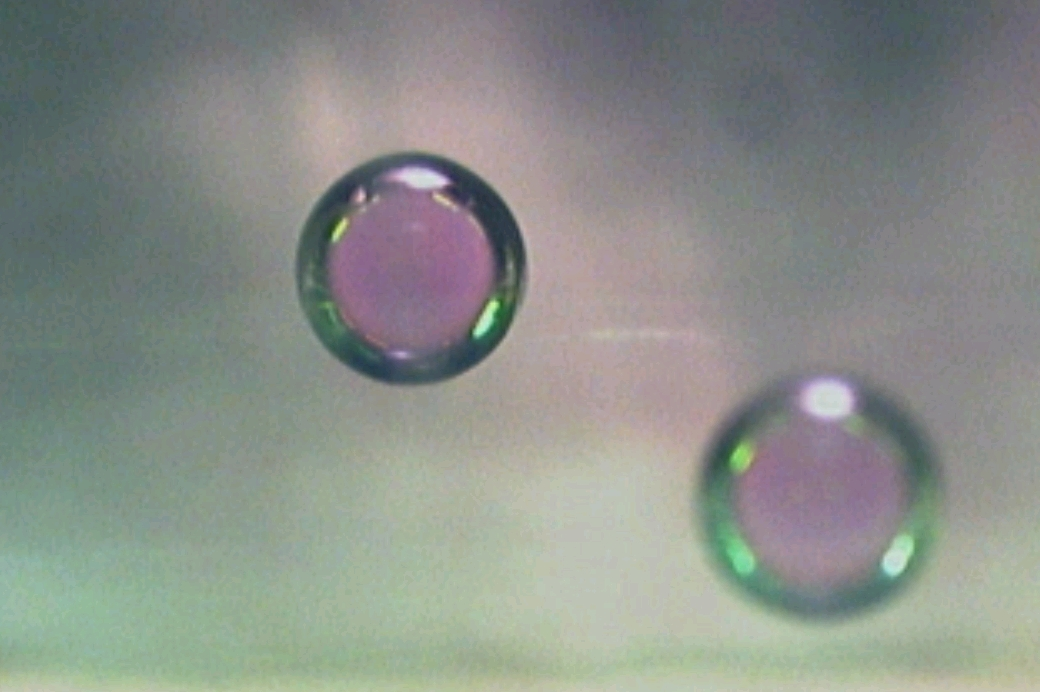
Повітряні антибульбашки у мильній воді

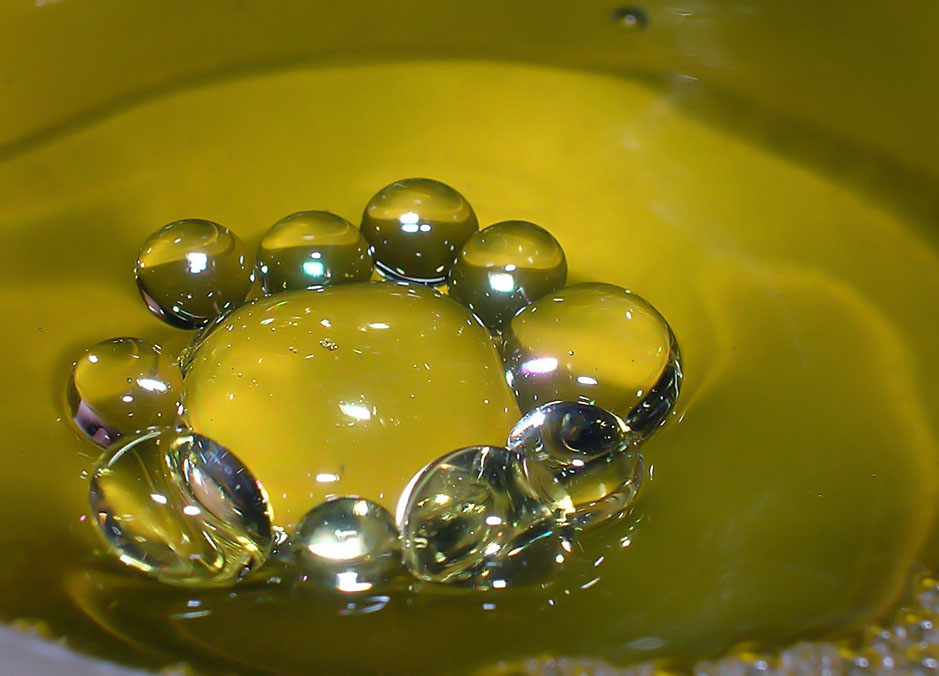
Скупчення антибульбашок на поверхні мильної води

Антибульбашка — крапля рідини, оточена тонкою плівкою газу, на відміну від звичайної бульбашки, яка є газовою кулею, оточеною рідиною. Антибульбашки утворюються, коли рідина падає або турбулентно втікає в ту саму чи іншу рідину. Вони можуть ковзати поверхнею рідини або бути повністю зануреними в рідину.

## Загальна інформація

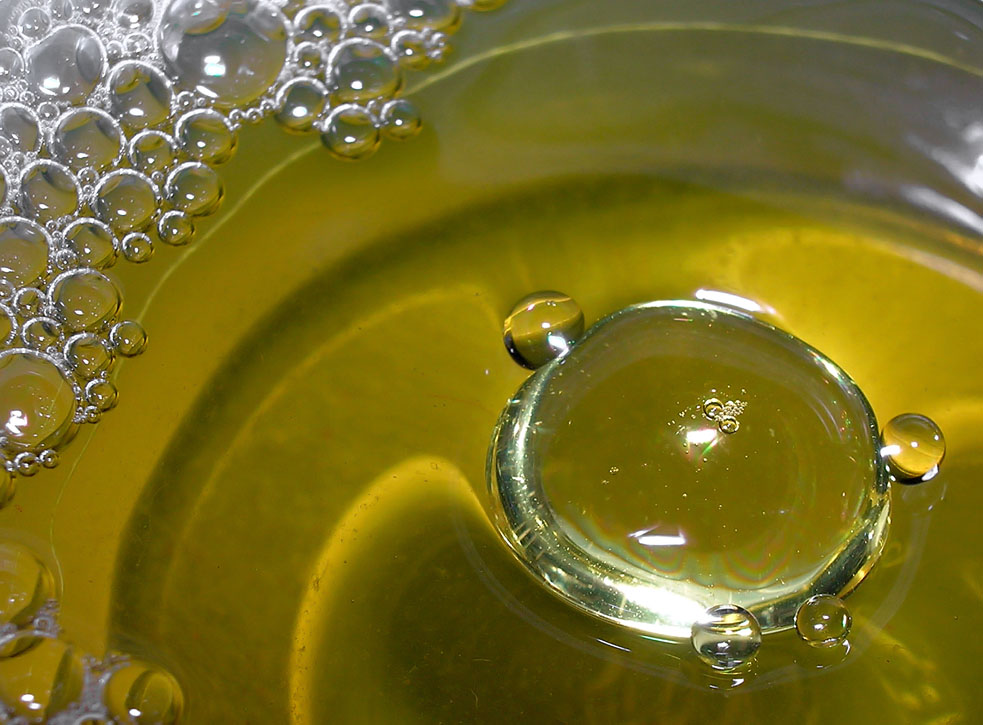
Порівняння трьох різних типів бульбашок: звичайні бульбашки на поверхні (вгорі ліворуч), антибульбашки на поверхні (праворуч) і занурені повітряні бульбашки всередині найбільшої з цих антибульбашок

Антибульбашки є поширеним, але маловідомим явищем, частково через їхню схожість з бульбашками повітря, а частково через їхній нетривалий час життя. Їхній час життя може бути сильно подовжено за допомогою певних мильних розчинів.
Антибульбашки можна створити, наприклад, дозволивши воді з крана капати в ємність з водою, до якої додано одну або дві краплі мила. Однак сформувати антибульбашки, виявляється, досить важко, і це вимагає ретельного підбору всіх параметрів системи. Мило зменшує поверхневий натяг води й дозволяє повітряному шару, що оточує краплю, існувати довше, ніж частку секунди. Оскільки антибульбашки можна створювати в домашніх умовах, вони привернули увагу науково-популярних журналів.
Подібно до того, як мильні бульбашки з повітрям усередині та повітрям зовні мають негативну плавучість і прагнуть опускатися до землі, так і антибульбашки з водою всередині та повітрям зовні мають позитивну плавучість і прагнуть підніматися до поверхні води. Але знову ж таки, як мильні бульбашки можна наповнити легшим газом, щоб надати їм позитивну плавучість, так і антибульбашки можна наповнити важчою рідиною, щоб надати їм негативну плавучість. Запускаючи краплі цукрового розчину у мильну воду за допомогою соломинки для пиття, можна отримати антибульбашки, які тонуть.
Антибульбашки зазвичай лопаються, коли вони торкаються дна або стінки посудини. Цьому можна запобігти, якщо додати кілька чайних ложок цукру в мильну воду і дати йому трохи часу, щоб він розчинився (але не перемішувати). Це призведе до щільнішого шару цукрової води на дні ємності. Антибульбашки, наповнені цукровим розчином, будуть опускатись у воді та зупинятись на щільнішому придонному шарі. Антибульбашки, зроблені таким чином, можуть існувати кілька хвилин.
За звичайних обставин антибульбашки недовговічні. Якщо звичайна бульбашка може проіснувати кілька хвилин, то антибульбашки часто мають час життя кілька секунд або менше. Антибульбашки з часом життя десятки годин можуть бути створені шляхом адсорбції колоїдних частинок на межі розділу повітря-вода антибульбашки.
Антибульбашки заломлюють світло іншим способом, ніж бульбашки повітря. Оскільки вони являють собою краплі води, світло, що потрапляє в них, заломлюється назад до свого джерела так само, як утворюється веселка. Через це заломлення антибульбашки мають яскравий вигляд.

## Потенційне використання антибульбашок
Якщо вдається стабілізувати антибульбашки, то їх можна використовувати для утворення довготривалої піни — антипіни. Можливе використання антипіни як мастила або використання тонких каналів рідини в антипіні як фільтра для повітря чи інших газів.
Самі антибульбашки можуть бути використані для хімічних процесів, таких як видалення забруднюючих речовин з димової труби.
Досліджується можливість доставки ліків у тілі пацієнта в антибульбашках.

## Час життя
Тривалість життя антибульбашки на поверхні води може бути подовжена, якщо вода під нею вібрує. Такі антибульбашки були запропоновані як модель квантово-механічної поведінки. Ще один спосіб збільшити час життя антибульбашок — застосувати так звану стабілізацію Пікерінга.